# ケンタウルス座V1154星
ケンタウルス座V1154星（ケンタウルスざV1154せい、V1154 Centauri、V1154 Cen）は、ケンタウルス座の脈動変光星。

## 特徴
ケンタウルス座V1154星は、1960年代から観測される等級に幅があると報告され、変光星総合カタログでも「新しい変光星候補」に挙げられており、ヒッパルコス衛星の測光データでも変光が認められたが、周期や振幅は精度良く決まらなかった。2007年に、第3世代の全天自動捜索システム（ASAS-3）のデータを用いて周期を求めたことで、確定した変光星として認められ、変光星総合カタログの第79次変光星名一覧で変光星として登録された。登録時は、SRS型の半規則型変光星とされていたが、その後変光星総合カタログではSRB型になっている。
ケンタウルス座V1154星は、スペクトル型がM1 IIIに分類される赤色巨星で、変光星総合カタログによれば、21.8日周期で6.33等と6.58等の間を変光する。

## 名称
「ケンタウルス座V1154星」という名称は、変光星の命名規則に従って付与されたもので、ケンタウルス座で1154番目の変光星であることを意味する。コルドバ掃天星表での番号はCD-51°7248、ケープ写真掃天星表での番号はCPD-51°5754、ヘンリー・ドレイパーカタログの番号はHD 113602。